# Municipio de Vinita
El municipio de Vinita (en inglés: Vinita Township) es un municipio ubicado en el condado de Kingman en el estado estadounidense de Kansas. En el año 2010 tenía una población de 253 habitantes y una densidad poblacional de 2,77 personas por km².

## Geografía
El municipio de Vinita se encuentra ubicado en las coordenadas 37°36′12″N 97°52′3″O / 37.60333, -97.86750. Según la Oficina del Censo de los Estados Unidos, el municipio tiene una superficie total de 91.46 km², de la cual 90,93 km² corresponden a tierra firme y (0,58 %) 0,53 km² es agua.

## Demografía
Según el censo de 2010, había 253 personas residiendo en el municipio de Vinita. La densidad de población era de 2,77 hab./km². De los 253 habitantes, el municipio de Vinita estaba compuesto por el 96,84 % blancos, el 0,79 % eran amerindios y el 2,37 % eran de una mezcla de razas. Del total de la población el 1,19 % eran hispanos o latinos de cualquier raza.